# Ivan Höger
Ivan „Ivo“ Höger (* 17. September 1982) ist ein ehemaliger tschechischer Basketballspieler.

## Laufbahn
Der aus einem Dorf im Südosten Tschechiens stammende 2,25 Meter große Innenspieler spielte bis 2002 in der zweiten Mannschaft des slowenischen Spitzenvereins Union Olimpija Ljubljana, wohin er mit 17 Jahren wechselte. In der Saison 2002/03 verstärkte er dann den slowenischen Erstligisten KK Triglav Kranj und wurde während der Sommerpause 2003 vom österreichischen Bundesligisten Superfund Kapfenberg verpflichtet. Noch im selben Jahr wechselte der Tscheche aber innerhalb der Bundesliga zu UKJ St. Pölten weiter, wo er bis Frühjahr 2006 unter Vertrag stand. Im März 2006 wechselte Höger von St. Pölten in sein Heimatland und spielte bis zum Ende der Saison 2005/06 beim Erstligisten Sparta Prag.
Während der Sommerpause 2006 nahm der dänische Erstligist Svendborg Rabbits den Tschechen unter Vertrag, nachdem zuvor ein Engagement beim bulgarischen Erstligisten ZSKA Sofia geplatzt war. In Svendborg verbrachte Höger die erfolgreichste Zeit seiner Profikarriere. In der Saison 2006/07 erzielte er im Schnitt 17,7 Punkte sowie 8,8 Rebounds pro Begegnung und wurde vom Fachportal eurobasket.com zum besten europäischen Spieler der dänischen Liga gekürt. Im Anschluss an das Spieljahr 2007/08, in dem er für Svendborg pro Partie im Schnitt 16,8 Punkte sowie 8,6 Rebounds verbucht hatte, kürte ihn eurobasket.com zum besten Centerspieler der Saison in der dänischen Liga. In der Saison 2009/10 wurde er mit Svendborg dänischer Meister.
2010 verließ er nach vier Jahren Dänemark und spielte in der Saison 2010/11 zunächst für den zypriotischen Klub AEL Limassol, dann für Fukuoka Rizing in Japan. Von 2011 bis Januar 2013 stand Höger in Diensten des georgischen Erstligisten Olimpi Tiflis. Im Frühjahr 2013 hatte er ein kurzes Gastspiel bei CS Farul Constanta in Rumäniens erster Liga. In der Saison 2013/14 spielte der Tscheche für Siġġiewi auf Malta und kehrte zum Spieljahr 2014/15 zu den Svendborg Rabbits nach Dänemark zurück. Aufgrund von Blut in der Lunge musste er ab November 2014 aussetzen und fiel für den Rest der Saison 2014/15 aus. Damit endete seine Karriere als Berufsbasketballspieler.